# Ohtaius vicinus
Ohtaius vicinus es una especie de coleóptero de la familia Endomychidae.

## Distribución geográfica
Habita en la India.